# Bob Schalkwijk
Benjamin Diederik " Bob " Schalkwijk (Rotterdam, 6 mei 1933) is een Nederlands fotograaf die sinds 1959 in Mexico woont en werkt. Zijn straatfotografie en ogenbliksfotografie worden beschouwd als een grafische kroniek van Mexico´s identiteit. Ook is zijn fotografie van bouwwerken en kunstwerken notabel. Schalkwijk´s fotoarchief bestaat uit meer dan 600.000 foto's en heeft een digitale catalogus die steun heeft gekregen van overheid en bedrijfsleven voor de ontwikkeling en verspreiding ervan.

## Biografie

### Vroege jaren

#### Nederland
Schalkwijk werd geboren in Rotterdam als zoon van Willem Cornelis Schalkwijk en Sophia Schalkwijk née Vlielander Hein. Hij is achterkleinzoon van Benjamin Marius Vlielander Hein. Louis Couperus was zijn overoudoom. Schalkwijk bracht de Tweede Wereldoorlog in Wassenaar door. Fotografie boeide hem van jongs af aan. Hij luisterde graag naar verhalen over zijn overleden grootvader, amateurfotograaf J.P. Schalkwijk, en diens passie voor fotografie. Zodoende leerde hij zorgvuldig te kijken naar de stereoscopische foto's gemaakt met autochrome techniek die zijn grootvader achterliet. Schalkwijk´s vader gaf hem een Kodak Brownie en bouwde een donkere kamer voor hem waar hij urenlang werkte. Met een Pentax camera maakte Schalkwijk de eerste foto's die hij verkocht. Het betrof een portret van Louis Armstrong in het Concertgebouw, op 2 november 1952, toen Schalkwijk 19 was.
Schalkwijk doorliep de Hogereburgerschool-B in Haarlem. Hij deed zijn eindexamen Duits op basis van het boek Agfacolor van Heinz Berger. Na twee jaar militaire dienst besloot hij pijpleidingen te leren bouwen en ging naar New Orleans aan boord van een olietanker, terwijl hij zijn Volkswagen Sedan inscheepte naar New York.

#### Verenigde Staten en Canada
Van New Orleans vloog hij naar New York om zijn Volkswagen op te halen. Vandaar reisde hij het hele land door en bracht een droom in vervulling die hij als tiener had gekregen na het lezen van de National Geographic. Een van zijn collega's had hem aangemoedigd om petroleumtechnologie te studeren aan de Universiteit van Stanford. Schalkwijk slaagde voor zijn examens en, in afwachting van de start van de cursussen aan de universiteit, vertrok hij naar Calgary om een baan te zoeken.

#### Mexico
Een artikel in de Esquire van maart 1958 motiveerde hem om Calgary te verlaten en met een vriend Ajijic te bezoeken. Die plaats sprak hem echter niet aan en ze gingen door naar Mexico-Stad om Spaans te leren. Het verblijf in deze hoofdstad veranderde zijn leven. Hij maakte vrienden die hem aanmoedigden om professioneel met fotografie bezig te gaan. Samen met Fred Mulders bezocht hij de Valle del Mezquital, dat hij fascinerend vond vanwege de landschappen en de gastvrijheid van de Otomí inwoners. Schalkwijk keerde terug naar Stanford, maar zijn interesse om ingenieur te worden was weg en in december 1958 nam hij de beslissing om zich in Mexico te vestigen en beroepsfotograaf te worden.

### Carrière

#### Foto's
Schalkwijk vestigde zich in 1959 in San Angel. Zijn buurvrouw Gemma Taccogna hielp hem kinderfotograaf te worden en vroeg hem om haar papier-maché stukken te fotograferen. Enkele van die foto´s werden later gepubliceerd in Mexican Interiors. Hij fotografeerde ook werk van andere jonge kunstenaars uit de groep rond Taccogna, zoals Roger von Gunten en de Hondurese beeldhouwer Enrique Miralda. Hij voegde zich bij de theatergroep van Elsie Escobedo, moeder van zijn vriend Miguel en van de beeldhouwster Helen Escobedo. Daar ontmoette hij Nina Lincoln, met wie hij in 1962 trouwde. Hun huwelijksreis was naar de Ixilregio in Guatemala, aangezien zijn schoonvader, Jackson Stewart Lincoln, een pionier was in het bestuderen van het gebruik van de oude Maya-kalender onder de Ixil-bevolking. Deze reis motiveerde hen om een fotoarchief te vormen en het paar bedacht een systeem om de verschillende films die Schalkwijk gebruikte te identificeren.
In de beginjaren van zijn carrière kon Schalkwijk niet rondkomen van straat- en reisfotografie. Hij deed reclamefotografie en diverse commerciële opdrachten. Een daarvan was om foto´s te maken van een kunstmestfabriek in Monclova, Coahuila, en hiervoor kocht hij een Plaubel Peco Supra II camera voor 4 x 5” film, waarmee hij zijn eerste luchtopnames maakte. Schalkwijk werkte tot 1992 bij het fotoagentschap Black Star.
Een andere specialiteit van Schalkwijk is het fotograferen van kunstwerken. Hij maakte meer dan 3.000 foto's op middenformaat platen van werken van de belangrijkste Mexicaanse kunstenaars. Een selectie van deze foto´s is te vinden op Artstor. In dit deel van het werk wordt Schalkwijk vertegenwoordigd door Art Resource. Daarom is het gebruikelijk om in Mexicaanse kunstpublicaties de foto´s van Schalkwijk te vinden, vooral van het werk van auteurs als Frida Kahlo, David Alfaro Siqueiros, José Clemente Orozco en Diego Rivera. Een voorbeeld is het mozaïek dat zich in het Anahuacallimuseum bevindt (rechts afgebeeld).

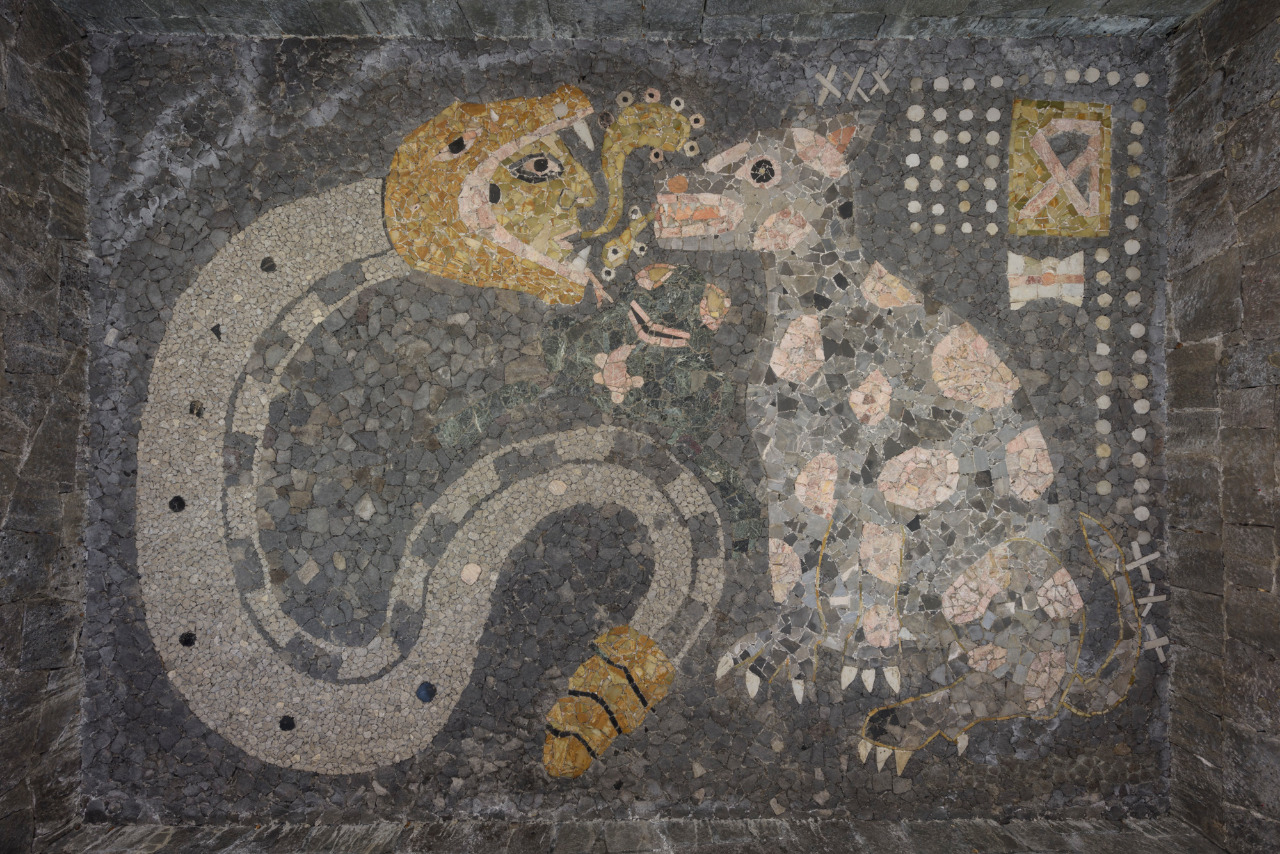
Mosaico Colado, Diego Rivera Anahuacalli Museum. Foto van Bob Schalkwijk, 2007

In 1965 maakte hij de eerste van 17 reizen naar de Sierra Tarahumara, waar de jezuïetenpriester Pepe Llaguno hem ontving. Hij raadde hem aan naar Tehuerichi te reizen voor de paasweek van de Tarahumara. Schalkwijk beschouwt zijn reizen naar de Tarahumara als een van zijn meest relevante werken in zijn carrière. In 2019 kende het Nationaal Instituut voor Antropologie en Geschiedenis hem een eremedaille toe voor het archief met zijn werk over de Sierra Tarahumara en haar bewoners.

#### Boeken
In 1963 verkreeg Schalkwijk dankzij tussenkomst van zijn vrouw de opdracht om foto´s te maken voor het boek over Mexico-Stad in de serie Famous Cities of the World, door Spring Books/Paul Hamlyn. Het was de eerste belangrijke opdracht. Met zijn vrouw planden ze de rondleidingen en plaatsen om te fotograferen. In minder dan een jaar tijd maakte Schalkwijk bijna 8.000 foto´s, bijna allemaal in zwart-wit, van de meest emblematische plekken van de stad en de meest iconische gebouwen. De publicatie van het boek in 1965 leverde hem erkenning op als fotograaf van architectuur en stedelijke landschappen.
In 1975 publiceerde Schalkwijk, samen met de taalkundige Don Burgess, zijn eerste boek met foto´s van zijn reizen naar de Sierra Tarahumara. Could you live like a Tarahumara? wordt gezien als een van de eerste fotoboeken in Latijns-Amerika. Later, in 1979 en 1980, maakte hij samen met Patricia O'Gorman twee boeken gewijd aan Mexicaanse architectuur, patios en tuinen. In 1988 maakte hij een boek over Carlos Mérida en zijn werk in het wooncomplex Juarez.
In 2015 ontving Tarahumara (2014) de prijs van het beste boek in de categorie Premier Print Award van de vereniging Printing Industries of America.

#### Tentoonstellingen
In 2005 gaf Schalkwijk de filmfotografie op en stapte over op digitale fotografie, en startte tegelijkertijd met de digitalisering van zijn fotoarchief. Vanaf die datum leidt Schalkwijk in samenwerking met zijn zoon Adriaan en andere specialisten zoals Santiago Garcés en de fotografiehistoricus Gina Rodríguez een team dat zich toelegt op de voorbereiding van tentoonstellingen uit zijn fotoarchief.
In 2006 presenteerde hij zijn eerste grote tentoonstelling genaamd Paisajes de Agua (Waterlandschappen), met foto´s op groot formaat uit verschillende delen van de wereld. De tentoonstelling werd gepresenteerd in de Vasconcelos-bibliotheek en in het Museo Nacional de Culturas del Mundo in Mexico-Stad. Twee jaar later werd deze tentoonstelling gepresenteerd in de Ángeles Espinosa Yglesias Modern Art Gallery in Puebla; in 2010 in de Olachea Gallery in La Paz, Baja California en in 2022 in het Seminario de la Cultura in Mexico-Stad.
Schalkwijk nam ook deel aan de reizende fotografische installatie QF - Photographic Quetzalcóatl, een slangvormige structuur ontworpen door Adriaan Schalkwijk, die de pre-Spaanse godheid oproept door zijn veren, bestaande uit foto´s van de culturele en natuurlijke diversiteit van Mexico. Bob en zijn zoon Pim Schalkwijk en Alfredo Martínez zijn de auteurs van de foto´s. De QF toerde sinds 2013 door verschillende steden in Mexico.
In 2017 presenteerde Schalkwijk een tentoonstelling van zijn eerste 15 jaar als fotograaf met een museografie van zijn zoon Adriaan, waar verschillende thematische tekenaars series van zijn reizen toonden die hij in die periode maakte. Met hetzelfde museografische model presenteerde Schalkwijk in 2019 een tentoonstelling over de vrouwen van de deelstaat Hidalgo.
In 2022 exposeerde Schalkwijk in de galerie Rejas (hekken) van het Bosque de Chapultepec de tentoonstelling Chapultepec. Bob Schalkwijk. Geschiedenis, kunst en natuur, zes decennia foto´s, die via 144 foto´s op groot formaat verslag doen van de recente geschiedenis van dit stadsbos.

## Tentoonstellingen (selectie)
- 2006 Vasconcelos-bibliotheek, Mexico-Stad: Paisajes de Agua (Landschappen van water). De tentoonstelling was in 2007 ook te zien in onder meer Ciudad Bolivar, Venezuela en in 2022 in het Seminario de la Cultura Mexicana.[14]
- 2014 Nationaal Museum voor Antropologie en Geschiedenis: Quetzalcóatl Fotografische Installatie.
- 2015 Cultureel Centrum Jardin Borda: Morelos gezien door Bob Schalkwijk[15]
- 2017 Museo de las Culturas del Mundo: Bob Schalkwijk, Een Nederlander in Mexico. Fotoarchief 1958-1973
- 2019 Hidalgo Centro para las Artes: Travesías, een Nederlander in Hidalgo
- 2022 Open galerij van Chapultepec: Chapultepec. Bob Schalkwijk. Geschiedenis, kunst en natuur.[16]
- 2024 Westergasfabriek, fotobeurs Unseen Amsterdam[17]

## Publicaties (selectie)
- 1965 Mexico-stad: beroemde steden van de wereld[9]
- 1975 Zou je kunnen leven als een Tarahumara?[18]
- 1979 Binnenplaatsen en tuinen van Mexico[19]
- 1984 Mexico 75 jaar: 1910-1985[20]
- 1988 Chapultepec: Geschiedenis en actualiteit[21]
- 1991 Diego Rivera: Muurschilderingen
- 1994 Comitán: Een deur naar het zuiden. Regering van de staat Chiapas
- 2013 Traditie van vakmanschap in Mexicaanse huizen[22]
- 2014 Tarahumara

## Onderscheidingen
- 2015 Beste boek in de categorie Premium Print Awards van de Printing Association of America, voor Tarahumara (2014)

- 2019 Medalla al Mérito Fotográfico, Instituto Nacional de Antropología e Historia

## externe link
- Website: https://www.bobschalkwijk.com/